# Bataille de Bagdad (2003)
Pour les articles homonymes, voir Bataille de Bagdad.
Guerre d'Irak
La bataille de Bagdad, également connue sous le nom de « chute de Bagdad », est l'invasion militaire de Bagdad par les forces de la Coalition (américano-britanniques) ayant lieu en avril 2003 dans le cadre de l'opération Liberté irakienne (Operation Iraqi Freedom).
Elle mène à la chute du régime de Saddam Hussein le 12 avril, mettant fin à la guerre conventionnelle et annonce le début d'une longue période de guérilla qui s'achèvera par le retrait des forces de la Coalition en décembre 2011.

## Contexte historique

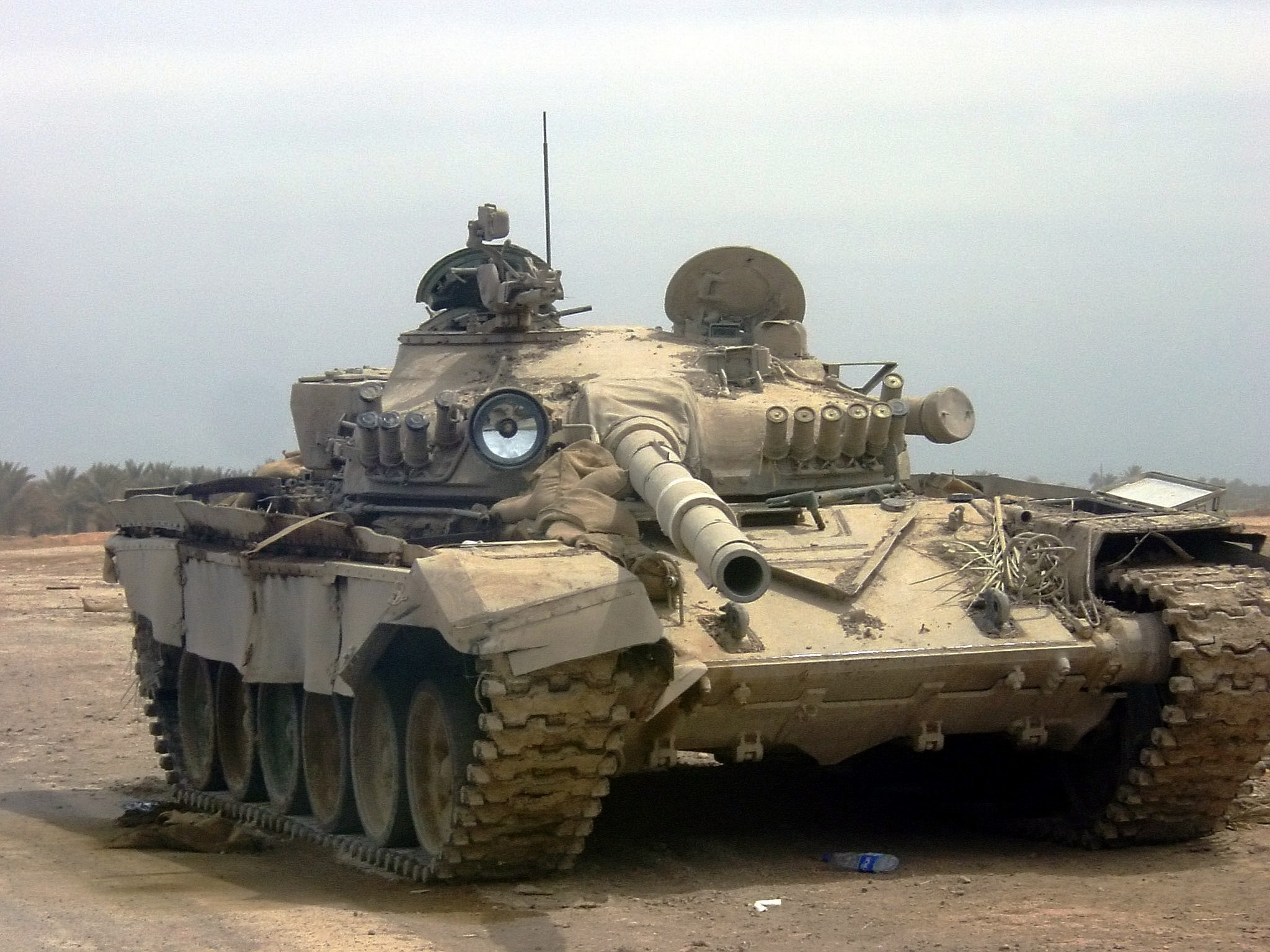
Char irakien T-72 abandonné sur la route de Bagdad.

Le 19 mars 2003 à 21 h 37, soit quelques heures après la fin de l'ultimatum de 48 heures du président américain George W. Bush qui demandait au président irakien Saddam Hussein ainsi qu'à ses fils Oudaï et Qoussaï de quitter l'Irak, les États-Unis ont lancé des missiles sur Bagdad. L'Irak a répliqué en envoyant, à partir de vedette rapide de fabrication soviétique, dissimulée sur le littoral, un total de cinq missiles antinavire chinois CSSC-3 Seersucker, volant au ras des vagues dont aucun n'a pu être intercepté mais dont le système de guidage est inopérant sur un objectif terrestre, tirées sur le Koweït, qui n'ont fait ni victimes ni dégâts bien que le premier soit tombé tout près du QG de la 1re force expéditionnaire des Marines et une vingtaine de missiles balistiques Ababil-100 et Al-Samoud 2 interceptés pour la majorité par les missiles Patriot.
La stratégie de la coalition a consisté, d'abord, en des bombardements ciblés et répétés de la capitale irakienne et autres villes importantes, visant à la fois à terroriser les Irakiens, l'espoir de la coalition étant de voir des désertions massives dans l'armée irakienne ou un soulèvement de la population irakienne, et à détruire les systèmes de défenses du pays. 
Les bâtiments les plus bombardés furent les palais présidentiels et les édifices du parti Baas, ainsi que les casernements que les forces armées irakiennes avaient évacuées plusieurs semaines auparavant, et les systèmes fixes de communications irakiens utilisées en temps de paix. La première frappe qui marqua le début des hostilités le 20 mars à 5 h 30 (heure locale) a été une tentative de bluff pour faire croire à la décapitation du régime en bombardant un lieu où devaient, prétendument, se réunir Saddam Hussein et ses principaux conseillers, avec 36 Tomahawks tiré depuis des navires et deux avions furtifs F-117.
Après deux semaines de combats et la prise de Kerbala, les troupes de la Coalition parviennent à entrer dans la capitale irakienne.

## Déroulement de la bataille

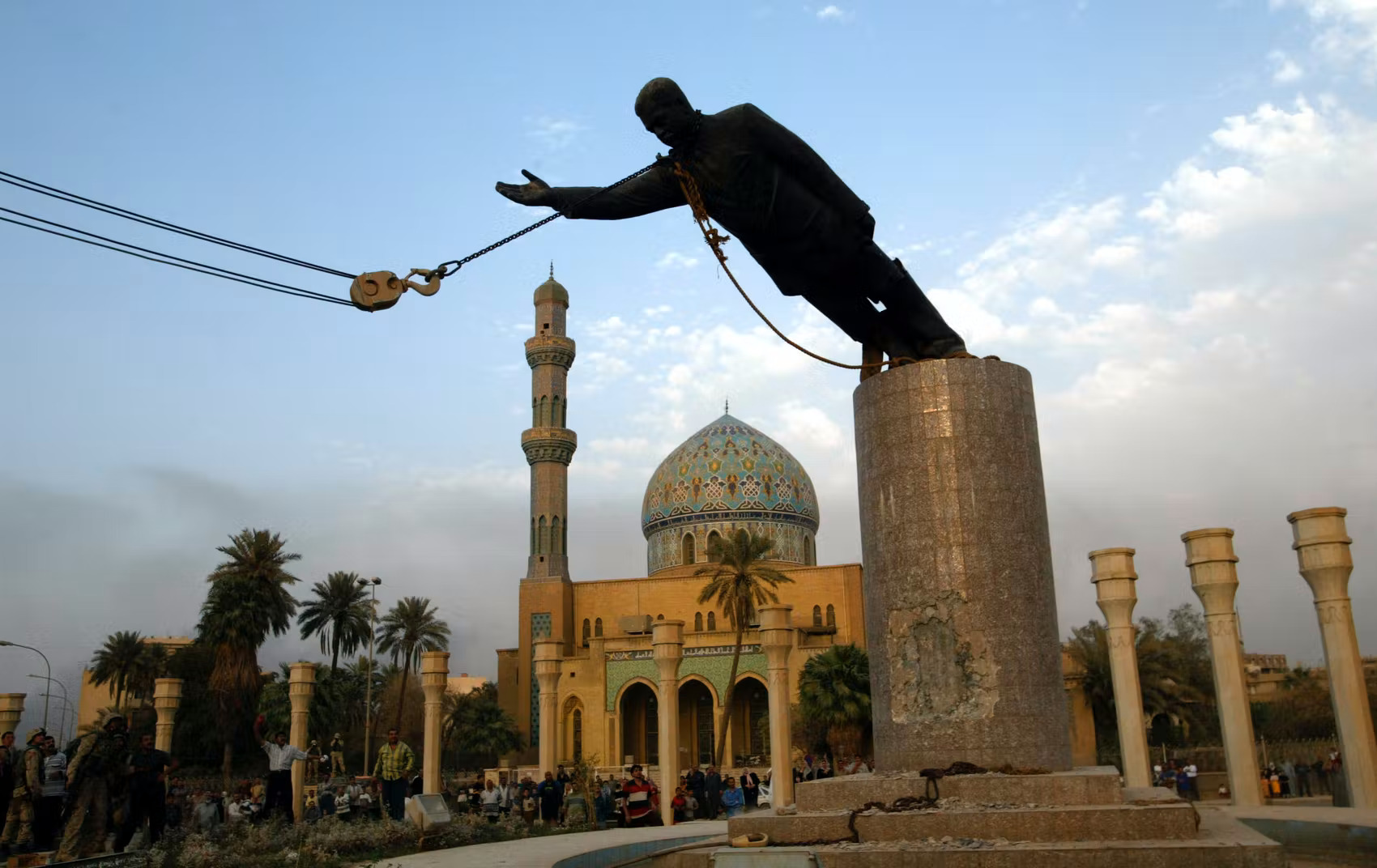
La statue de Saddam Hussein au Square Firdos démantelée le 9 avril 2003.

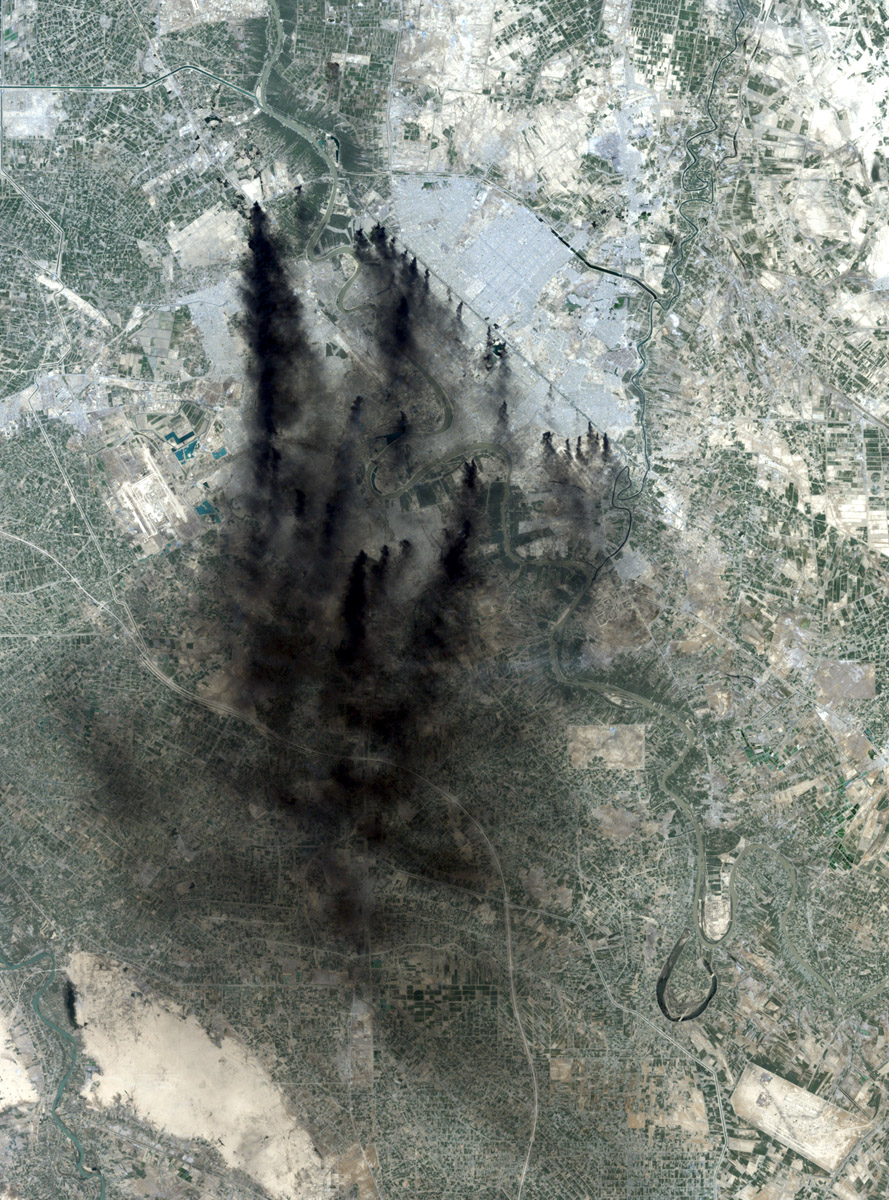
Image Landsat 7 de la National Aeronautics and Space Administration montrant les feux de pétrole allumés dans des fossés par les Irakiens pour aveugler les avions de la coalition et masquer la ville aux satellites. Des camions citernes passaient tous les jours pour alimenter les fossés en carburant.

Précédées par une importante campagne de bombardements aériens, les forces américano-britanniques (constituées de la 3e division d'infanterie US et de la 1re division de Marines, équipés de M1 Abrams, M2 Bradley et de M113), mènent l'assaut contre Bagdad. La prise de la capitale s'effectue rapidement, bien que plusieurs pertes américaines furent déplorées, se heurtant à la résistance farouche de la Garde républicaine tandis que les soldats irakiens ordinaires, démoralisés, se rendent massivement aux troupes de la Coalition. Lorsque les forces américaines sont entrées dans Bagdad, la Garde républicaine ne disposait alors plus que d'unités d'infanterie légère chargées de la garde des palais présidentiels.
Le 4 avril, l'aéroport international de Bagdad est capturé par les Américains après de brefs combats. Le 7 avril, le palais présidentiel Tharthar (près du fleuve Tigre) est également capturé. Les Américains espéraient alors capturer Saddam Hussein mais il s'avéra introuvable. Il sera en effet arrêté à Tikrit dans la nuit du 13 au 14 décembre 2003 lors de l'opération Red Dawn (Aube Rouge) menée par la Delta Force. Dans la même journée, le 7 avril, Mohammed Said al-Sahhaf, diplomate et politicien du gouvernement baasiste, déclare qu'il n'y a pas de troupes américaines à Bagdad et que les soldats américains se suicidaient par centaines aux portes de la ville. Au même moment, les blindés américains patrouillaient dans les rues à quelques centaines de mètres du lieu de la conférence de presse. Sa dernière apparition publique en tant que ministre de l'Information eut lieu le 8 avril 2003, quand il déclara que les Américains « sont sur le point de se rendre ou d'être brûlés dans leurs chars. »
Le régime de Saddam Hussein est tombé dans les jours suivants. Le 9 avril, on considère que l'offensive est terminée et que le régime baasiste est renversé, avec la destruction de la statue de Saddam Hussein sur le Square Firdos, par un char américain M88. Les dernières poches de résistance tomberont le 12 avril 2003.
La chute du gouvernement baasiste provoque de nombreux cas de pillages, rapportés notamment au Musée national d'Irak, à l'Université de Bagdad, dans les hôtels de luxe, ainsi que dans les supermarchés, les ambassades et les usines. L'un des rares ministères à ne pas avoir été pillé sera celui du pétrole, les soldats américains ayant reçu l'ordre de le protéger tout particulièrement.

## Conséquences

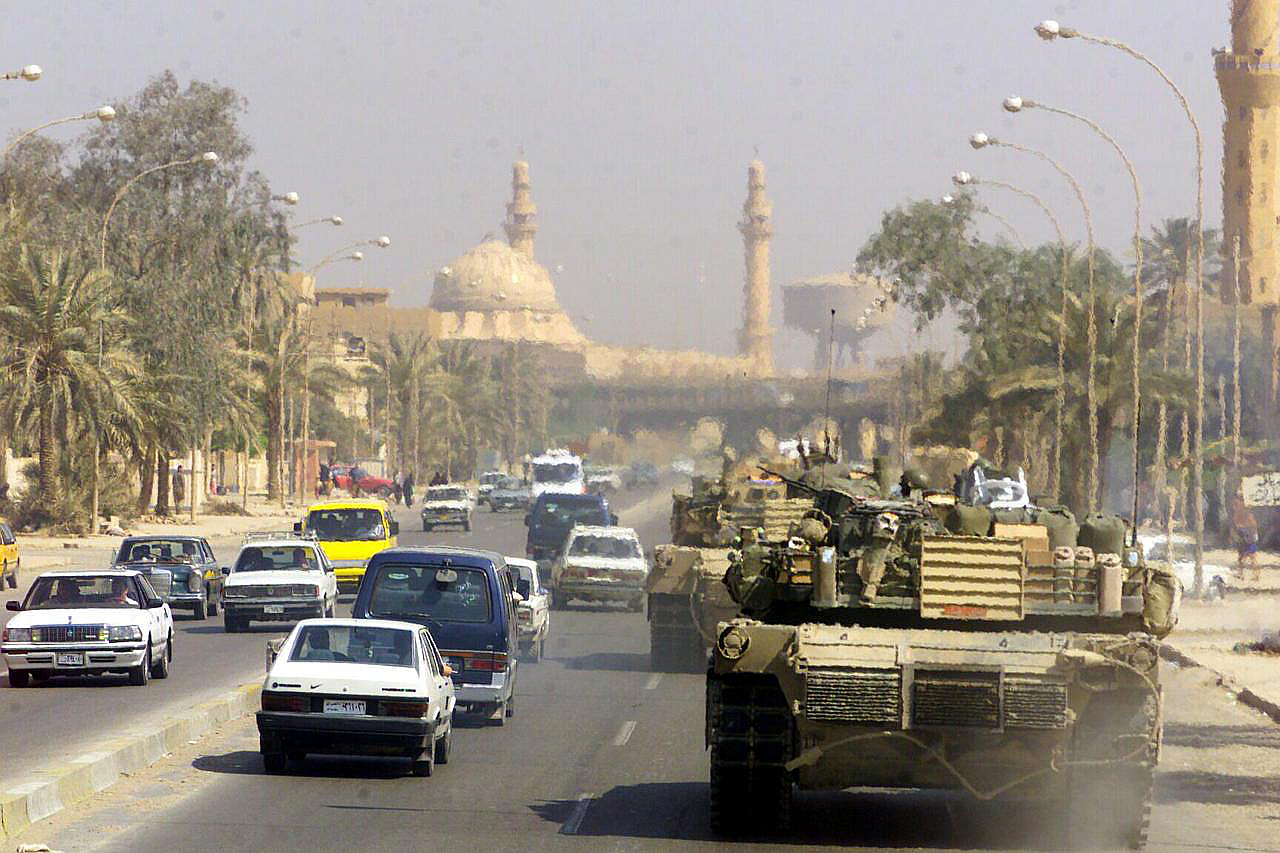
Chars américains M1 Abrams patrouillant dans les rues de Bagdad après la victoire.

L'opération liberté irakienne est officiellement achevée le 1er mai, par le président George W. Bush qui la déclare sous la bannière Mission accomplie. L'invasion provoqua toutefois d'importants dommages aux infrastructures civiles, économiques et culturelles de Bagdad ainsi qu'un terrain propice pour le futur État islamique. Cette invasion eut cependant plusieurs impacts positifs :
- hausse spectaculaire du Produit national brut à la suite de l'arrêt des sanctions économiques et l'investissement pour la reconstruction (18,4 milliards de dollars en 2002, 47 milliards en 2006) ;

Après cette victoire décisive, les troupes de la Coalition chercheront à stabiliser la situation politique du pays en installant un gouvernement militaire provisoire : l'Autorité provisoire de la coalition, dirigée par Paul Bremer.
Les divisions de l'armée irakienne stationnées au Kurdistan, sans commandement structuré et prises à revers par les combattants Peshmerga et les troupes américaines (notamment à Mossoul et Kirkouk), n'ont alors pas tardé à jeter les armes.